# Serfaus
Serfaus je obec v Rakousku ve spolkové zemi Tyrolsko v okrese Landeck. V obci se nachází systém Dorfbahn Serfaus, metro o jediné lince se čtyřmi stanicemi. Toto metro je dlouhé 1280 metrů, což z něj činí nejkratší metro vůbec.
K 1. lednu 2023 zde žilo zde 1 186 obyvatel.